# 21389 Pshenichka
21389 Pshenichka este un asteroid din centura principală de asteroizi.

## Descriere
21389 Pshenichka este un asteroid din centura principală de asteroizi. A fost descoperit pe 20 martie 1998 la Socorro, New Mexico, în cadrul proiectului LINEAR. Asteroidul prezintă o orbită caracterizată de o semiaxă mare de 2,20 ua, o excentricitate de 0,06 și o înclinație de 2,0° în raport cu ecliptica.